# الکو (حوزه سرشماری)، ویسکانسین
الکو (به انگلیسی: Elcho) یک منطقهٔ مسکونی در ایالات متحده آمریکا است که در شهرستان لانگلاد، ویسکانسین واقع شده‌است. الکو ۳۳۹ نفر جمعیت دارد و ۴۹۷٫۱۳ متر بالاتر از سطح دریا واقع شده‌است.